# Железничка станица Чифлик
Железничка станица Чифлик је једна од железничких станица на прузи Ниш—Димитровград. Налази се у насељу Чифлик у општини Бела Паланка. Пруга се наставља у једном смеру ка Станичењу и у другом према према Белој Паланци. Железничка станица Чифлик се састоји из 3 колосека. 